# Exosítio
Um exosítio é um sítio de união secundário, situado longe do sítio activo, que se encontra numa enzima ou outra proteína.
Este sítio é similar a um sítio alostérico, mas difere no sentido em que, para que uma enzima esteja activa, o exosítio deve estar ocupado. Recentemente, os exosítios converteram-se num tema sobre o qual existe um crescente interesse em investigação biomédica, para utilizá-los como potenciais alvos de medicamentos.
Por exemplo, a trombina possui um sítio activo e dois exosítios. O seu exosítio 1 une-se à fibrina, o que a deixa orientada face ao centro activo. No exosítio 1 pode unir-se também ao PAR, o que é importante para a agregação de plaquetas, e no exosítio 2 pode unir-se ao receptor GPIbα.